# Henrik Ewald
Henrik Oskar Ewald (även stavat Evald), född 28 juni 1987 i Slottsstadens församling, är en svensk före detta fotbollsspelare.
Ewald började spela fotboll i Bunkeflo IF som fyraåring. Ewald fick debutera i Superettan den 19 april 2007 i en 2–2-match mot Jönköpings Södra IF, där han byttes in i den 79:e minuten mot Salif Camara Jönsson. Ewald spelade totalt fyra ligamatcher i Superettan 2007. Klubben slogs ihop med Limhamns IF och blev IF Limhamn Bunkeflo efter säsongen 2007. I Limhamn Bunkeflo spelade han totalt 54 ligamatcher och gjorde fem mål.
I januari 2011 gick Ewald till IFK Klagshamn. Den 21 april 2011 gjorde han ett hattrick i en 5–3-vinst över Ramlösa Södra FF. Klubben vann Division 2 Södra Götaland 2011 och Ewald gjorde sex mål på 22 matcher.
I februari 2012 värvades Ewald av danska Nordvest FC, där han skrev på ett kontrakt fram till sommaren. I den danska klubben gjorde Ewald två mål på åtta matcher.
I juli 2012 värvades Ewald av FC Höllviken. Han debuterade och gjorde två mål den 27 juli 2012 i en 6–1-vinst över Kulladals FF. Under första säsongen gjorde Ewald åtta mål på 11 matcher i Division 3 Södra Götaland. Säsongen 2013 vann klubben Division 3 och Ewald slutade på första plats i den interna skytteligan med 19 mål gjorda på 19 matcher. Säsongen 2014 vann Höllviken Division 2 som nykomlingar och Ewald gjorde 10 mål på 25 matcher. Efter säsongen 2014 avslutade Ewald fotbollskarriären. Den 21 april 2021 återupptar Henrik Ewald sin fotbollskarriär när division 5 lager Bunkeflo FF presenterar honom som nyförvärv inför säsongen 2021.